# Tomek i Tunia
Tomek i Tunia – hiszpański kulinarny serial animowany dla dzieci w 52 odcinkach po 7 minut, pokazywany w TVP1 w poniedziałkowej wieczorynce po serialu Autobusy, a od października 2008 w czwartki ok. godz. 08:35.
Wybrane odcinki ukazały się na płytach Video CD dodawanych do czasopism (miesięcznik Dziecko 10/2008, miesięcznik Poradnik Domowy 1/2009).

## Bohaterowie
- Tomek – czasami wymyśla śmieszne potrawy np. ziemniaki w okularach słonecznych.
- Tunia – kucharka, nie popiera pomysłów Tomka.
- Dziadek – pomaga włączyć piekarnik i wyjąć potrawę z zamrażarki.

## Wersja polska
Wersja polska: HAGI FILM WROCŁAW

Reżyseria: Igor Kujawski

Dialogi: Halina Wodiczko

Produkcja: Piotr Skotnicki

Realizacja: Jacek Kaźmierczak i Robert Maniak

Wystąpili:
- Anna Ilczuk – Tunia
- Agata Kucińska – Tomek

- Lektor tyłówki: Andrzej Bogusz